# U-18号潜艇 (1935年)
U-18号（德語：U 18）是纳粹德国战争海军建造的二十艘II-B型近岸潜艇（或称U艇）之一。它由基尔的日耳曼尼亚船厂承建，于1935年12月7日下水，至1936年1月4日交付使用。第二次世界大战期间，该艇曾执行过十四次巡逻作战，共计击沉3艘、击伤2艘同盟国或中立国舰船，累积总吨位为9,701吨。1944年8月20日，U-18号在康斯坦察因苏联空袭而严重受损，延至当月25日自沉。其残骸随后由苏联人打捞上岸，于1947年5月26日在塞瓦斯托波尔附近遭苏联潜艇M-120号再度击沉。

## 设计
II级潜艇是从一战中德意志帝国海军的UB级和UF级近岸潜艇发展而来。其外观尺寸小，造价便宜且易于生产，在很短时间内便能造好。这款艇具在设计上吸收了为芬兰海军定制的欧洲水鼬号的优点，是非常出色的训练艇。但由于它们体积较小，在海面上容易剧烈颠簸，因此也被德国人戏称为“独木舟”（Einbaum）。尽管如此，一些II级艇在训练任务与战斗行动中表现相当出色，许多II级艇的衍生型号也相继被建造出来。
U-18号是一款用于近岸水域作战的II-B型单壳体潜艇。它可视作II-A型的加长版，附加的柴油舱增加了贮油量，航程也因此得到增加。其全长42.7米，舷宽4.08米，高8.6米，并有3.9米的吃水深度。水上和水下排水量则分别为279吨和328吨，惟官方提供的标准吨位为250吨。艇只采用两台曼海姆发动机厂（MWM）生产的六缸四冲程350匹公制馬力（260千瓦特）柴油机用于水面运行，以及两台各配备36个AFA蓄电池组的180匹公制馬力（130千瓦特）西门子-舒克特（SSW）电动发电机用于水下航行；水面最高航速12節（22每小時），水下7節（13每小時）；能够在水面以8節（15每小時）航速续航3,800海里（7,000），或以4節（7.4每小時）连续在水下航行43海里（80）而无需充电。它有两个轴和两副直径为0.85米的螺旋桨，具备在80－150米的深度运行的能力，紧急下潜需时30秒。
武器装备方面，U-18号在艇艏内置有三具管径为533毫米的鱼雷发射管，呈倒三角形布置，其中左舷一具、右舷一具、底部的中线上还有一具；它们合共配备5枚G7型鱼雷，或可携带最多12枚TMA水雷。此外，该艇还搭载有一门20毫米30式高射炮作为甲板炮。其标准船员编制为3名军官及22名水兵。

## 历史
1935年2月2日，海军造舰局正式将第二批次八艘II-B型潜艇（U-17至U-24号）的建造合同发包予基尔的日耳曼尼亚船厂。但由于违反了禁止德国拥有潜艇的《凡尔赛条约》条款，U-18号直至1935年7月10日、即解除德国海军军备限制的《英德海军协定》生效后才开始铺设龙骨，同年12月7日下水，至1936年1月4日在首度担任艇长的海军中尉汉斯·保克施塔特的指挥下交付使用。完成海试后，该艇被编入驻基尔的韦迪根潜艇区舰队服役。1936年11月20日上午09:54，U-18号在吕贝克湾（54°07′N 11°07′E / 54.117°N 11.117°E）与德国鱼雷艇T-156号意外发生碰撞后沉没，造成8人丧生、12人获救。潜艇于当月28日被打捞上岸，在基尔完成修复并于937年9月30日恢复使用。重新服役的U-18号被编入洛斯潜艇区舰队效力至1939年11月1日。作为东部U艇首长的前线艇，它在德国占领波兰期间参与了对波兰海岸的监视。此后，自1940年4月起，该艇被用作第1潜艇培训区舰队的训练艇和教学艇，继而从1940年7月1日到12月17日在驻梅默尔的第24潜艇区舰队、从1940年12月18日到1942年8月18日在驻戈滕哈芬的第22潜艇区舰队服役，之后被拆解经由陆路和多瑙河转移到黑海。U-18号在罗马尼亚的加拉茨造船厂经过重新组装，自行穿越多瑙河三角洲驶出黑海抵达康斯坦察，加入第30潜艇区舰队。第二次世界大战期间，U-18号完成了十四次巡逻，共计击沉3艘总吨位为1,900吨的同盟国舰船，以及击伤1艘排水量为56吨的苏联猎潜舰和1艘7,745吨的商船。

### 作战巡逻
1939年8月30日，即波兰战役前夜，U-18号在海军上尉马克斯-赫尔曼·鲍尔的率领下从梅默尔启航，与波罗的海的另外五艘U艇共同执行首次作战巡逻，任务是在但泽与博恩霍尔姆岛之间寻求与敌方部队交战。9月2日凌晨01:52，U-18号在水面上发现了一艘正在向北航行的波兰潜艇，这是正在为蓄电池充电的野猫号。鲍尔决定等到黎明再发动攻击，但野猫号左舷的瞭望员发现了U-18号（他们错误地将其识别为扫雷舰）后，这艘波兰舰艇遂发出警报潜入水中。翌日凌晨03:55，一艘波兰潜艇再次被发现向东航行——很可能是鹫号。鲍尔立即俯潜发动攻击，但无法通过潜望镜找到目标。当天晚上19:30，他们再次发现这艘波兰潜艇正向西行。U-18号紧急下潜并于19:51发射了一枚鱼雷，但未能命中。鲍尔于20:15浮出水面，却已不见敌人踪迹；由于需要给耗尽的蓄电池充电，他放弃了搜索。至9月7日，U-18号奉命返回斯维讷明德，并于一天后转移到基尔。
第二、第三次巡逻分别于1939年9月去往卡特加特海峡的赛厄岛周边和10月去往北海北部巡逻，但两次都一无所获。11月15日凌晨01:45，U-18号离开基尔执行第四次巡逻，至当月22日中午12:00返抵威廉港。在英格兰东岸为期八天的行动中，该艇击沉了一艘容积总吨为500吨的商船。这是英国煤船帕克希尔号（Parkhill），它于11月18日21:16被U-18号发射的鱼雷击中，在金奈尔德角西北偏北发生剧烈爆炸后立即沉没；早在20:45，鲍尔发射的第一枚鱼雷便错失了该船。帕克希尔号的船长连同8名船员全数罹难。此外，U-18号伙同U-57号还曾于11月20日在北海袭击了一艘英国驱逐舰，但没有成功。
11月下旬，海军中尉恩斯特·门格森接替鲍尔担任U-18号艇长。在他的指挥下，该艇于1940年上半年共完成两次巡逻。其中在1月18日至26日于苏格兰东岸为期九天、水面行程1,078海里（1,996）、水下行程71.4海里（132.2）的第五次巡逻中，U-18号击沉了注册吨位为1,000吨的丹麦货轮比斯普号（Bisp）。门格森是1月23日00:50在设得兰群岛以东约100海里（190）发现了这艘船，并于06:49发射首枚鱼雷击中它。至07:01，他再向比斯普号发射第二枚鱼雷，击中了对方的右舷，使之于40秒内沉没。艇内14名船员全数遇难。第六次巡逻于2月11日至24日展开，同样去往苏格兰东岸。但由于U-18号的柴油发动机发生故障，加上恶劣的天气最终迫使该艇于2月19日终止行动。
U-18号的此后八次（第七至第十四次）巡逻均是在黑海完成。但由于当地的船舶流量不大，行动收效甚微。在海军中尉卡尔·弗莱格指挥的第九次巡逻中，该艇曾在高加索沿岸袭击了两艘苏联舰艇：其一为被苏联海军征用作扫雷舰的轮船TSC-11“贾利塔”号（400总吨），它于1943年8月29日夜间在阿纳克利亚以西约15海里（28）处遭弗莱格发射的鱼雷击中船艉，随后迅速沉没并进一步爆炸，造成15人死亡、23人幸存；一天后，U-18号又在奧恰姆奇拉对开海面以20毫米高射炮攻击排水量为56吨的苏联猎潜舰SKA-0132号，并取得数次命中，但由于海岸的泛光灯使德国人眼花缭乱，弗莱格不得不中断攻击。U-18号的最后一记战功于第十次巡逻期间取得，1943年11月18日17:15，该艇在拉扎列夫斯科耶西北偏西约14海里（26）向一支苏联护航船队发射了两枚鱼雷，观察到容积总吨为7,745吨的液货船约瑟夫·斯大林号（Иосиф Сталин）被击中，并于20分钟后报告该船沉没。然而，后者船员们设法扑灭了轮船上的大火，并继续驶向图阿普谢，并未沉没。此后，U-18还曾于1944年4月25日在黑海遭到一艘德国BV-138飞行艇误击，造成轻微损坏。

### 结局
1944年8月20日，U-18号在苏联海军航空兵对康斯坦察的空袭中严重受损，当时它正与覆裹住的U-9号和U-24号一同停泊在U艇码头上，此后已无法再进一步使用。随着罗马尼亚于8月23日对德宣战，鉴于当时的军事形势，纳粹德国海军的所有潜艇部队都必须在当月25日前撤离港口。8月25日当天，一支爆破组驾驶着U-18号离开基地，并在清理艇R-163号的协助下，朝圖茲拉島/曼加利亚方向自沉。1944年底，该艇被苏联黑海舰队打捞上岸并运往塞瓦斯托波尔。由于艇况太差，U-18号的修复工作被认为是不现实的，苏联人遂将其宣布为全损。1945年2月14日，U-18号正式从苏联舰队中除籍，但仍停泊在塞瓦斯托波尔。直至1947年5月26日，该艇才与U-24号一同在塞瓦斯托波尔西南部水面由苏联潜艇M-120号发射鱼雷击沉，沉没地点大致位于44°20′N 33°20′E / 44.333°N 33.333°E处。

## 袭击历史摘要
| 日期           | 船名             | 船籍     | 吨位  | 结局 |
| -------------- | ---------------- | -------- | ----- | ---- |
| 1939年11月18日 | 帕克希尔号       | 英国     | 500   | 击沉 |
| 1940年1月24日  | 比斯普号         | 挪威     | 1,000 | 击沉 |
| 1943年8月29日  | TSC-11“贾利塔”号 | 苏联海军 | 400   | 击沉 |
| 1943年8月30日  | SKA-0132号       | 苏联海军 | 56    | 击伤 |
| 1943年11月18日 | 约瑟夫·斯大林号  | 苏联     | 7,745 | 击伤 |

## 脚注
1. ↑  Kemp，第215頁.
2. ↑  威廉生，第6頁.
3. ↑  威廉生，第6–7頁.
4. 1 2  Gröner 1991，第39–40頁.
5. 1 2 3  Helgason, Guðmundur. . German U-boats of WWII - uboat.net.   [2023-10-29]. （原始内容存档于2023-02-02）.
6. ↑  Möller & Brack，第204頁.
7. 1 2  Helgason, Guðmundur. . German U-boats of WWII - uboat.net.   [2014-02-04]. （原始内容存档于2021-06-13）.
8. ↑  Rzepniewski.
9. ↑  Helgason, Guðmundur. . German U-boats of WWII - uboat.net.   [2023-10-29]. （原始内容存档于2008-08-29）.
10. ↑  Helgason, Guðmundur. . German U-boats of WWII - uboat.net.   [2023-10-30]. （原始内容存档于2008-08-29）.
11. ↑  Helgason, Guðmundur. . German U-boats of WWII - uboat.net.   [2023-10-30]. （原始内容存档于2008-09-08）.
12. ↑  Helgason, Guðmundur. . German U-boats of WWII - uboat.net.   [2023-10-30]. （原始内容存档于2020-08-04）.
13. ↑  Helgason, Guðmundur. . German U-boats of WWII - uboat.net.   [2023-10-30]. （原始内容存档于2008-10-11）.
14. ↑  Helgason, Guðmundur. . German U-boats of WWII - uboat.net.   [2023-10-30]. （原始内容存档于2008-10-10）.
15. ↑  Helgason, Guðmundur. . German U-boats of WWII - uboat.net.   [2023-10-30]. （原始内容存档于2023-02-07）.
16. ↑  Helgason, Guðmundur. . German U-boats of WWII - uboat.net.   [2023-10-30]. （原始内容存档于2008-10-11）.
17. ↑  Helgason, Guðmundur. . German U-boats of WWII - uboat.net.   [2023-10-30]. （原始内容存档于2021-05-15）.
18. ↑  Helgason, Guðmundur. . German U-boats of WWII - uboat.net.   [2023-10-30]. （原始内容存档于2023-02-07）.
19. ↑  Helgason, Guðmundur. . German U-boats of WWII - uboat.net.   [2023-10-30]. （原始内容存档于2022-11-29）.
20. ↑  Helgason, Guðmundur. . German U-boats of WWII - uboat.net.   [2023-10-30]. （原始内容存档于2023-01-29）.